# Japonolaeops dentatus
Japonolaeops dentatus és un peix teleosti de la família dels bòtids i de l'ordre dels pleuronectiformes.

## Morfologia
Pot arribar als 20 cm de llargària total.

## Distribució geogràfica
Es troba des de les costes del sud del Japó fins a Taiwan i la Mar de la Xina Meridional.